# Haboudange
Haboudange là một xã trong vùng Grand Est, thuộc tỉnh Moselle, quận Château-Salins, tổng Château-Salins. Tọa độ địa lý của xã là 48° 53' vĩ độ bắc, 06° 36' kinh độ đông. Haboudange nằm trên độ cao trung bình là 303 mét trên mực nước biển, có điểm thấp nhất là 210 mét và điểm cao nhất là 305 mét. Xã có diện tích 10,5 km², dân số vào thời điểm 2005 là 264 người; mật độ dân số là 24,7 người/km². Xã thuộc Pháp từ năm 1766.

## Thông tin nhân khẩu
| 1962 | 1968 | 1975 | 1982 | 1990 | 1999 |
| ---- | ---- | ---- | ---- | ---- | ---- |
| 196  | 219  | 202  | 224  | 224  | 239  |